# Enchophora nigrolimbata
Enchophora nigrolimbata är en insektsart som beskrevs av Victor Lallemand 1938. Enchophora nigrolimbata ingår i släktet Enchophora och familjen lyktstritar. Inga underarter finns listade i Catalogue of Life.